# Паканево
Паканево (Поканево, пол. Pokaniewo) — село в Польщі, у гміні Милейчиці Сім'ятицького повіту Підляського воєводства. Населення — 275 осіб (2011).

## Історія
Вперше згадується 1545 року. Після Другої світової війни близько 250 осіб виїхало до СРСР, внаслідок чого в селі залишилося лише 13 родин.
У 1975—1998 роках село належало до Білостоцького воєводства.

## Демографія
Демографічна структура станом на 31 березня 2011 року:
|          | Загалом | Допрацездатний вік | Працездатний вік | Постпрацездатний вік |
| -------- | ------- | ------------------ | ---------------- | -------------------- |
| Чоловіки | 134     | 27                 | 86               | 21                   |
| Жінки    | 141     | 37                 | 61               | 43                   |
| Разом    | 275     | 64                 | 147              | 64                   |